# Mandligt privilegium
Et mandligt privilegium (eller mandligt privilegie) er en fordel eller rettighed, der er tilgængelig for mænd på grundlag af deres køn. En mands adgang til dette privilegium kan variere afhængigt af, hvor tæt det matcher samfundets ideelle norm for maskulinitet.
Akademiske studier af mandlige privilegier var et fokus for feministisk forskning i 1970'erne. Disse undersøgelser begyndte med at undersøge barrierer for ligestilling mellem kønnene. I de senere årtier begyndte forskere at fokusere på intersektionaliteten og den overlappende karakter af privilegier relateret til køn, race, socialklasse, seksuel orientering og andre former for social klassifikation.

## Oversigt
Særlige privilegier og status gives til mænd i patriarkalske samfund. Disse er samfund defineret af mandlig overherredømme, hvor mænd har primær magt og dominerer i roller som politisk lederskab, moralsk autoritet, sociale privilegier og kontrol over ejendom. Med systemisk underordning af kvinder opnår mænd økonomiske, politiske, sociale, uddannelsesmæssige og praktiske fordele, som er mere eller mindre utilgængelige for kvinder. Den langvarige og ubestridte natur af sådanne patriarkalske systemer, forstærket gennem generationer, har en tendens til at gøre privilegier usynlige for indehavere; det kan få mænd, der nyder godt af et sådant privilegium, til at tilskrive deres særlige status til deres egne individuelle fortjenester og præstationer, snarere end til ufortjente fordele.
Inden for sociologien ses mandlige privilegier som indlejret i strukturen af sociale institutioner, som når mænd ofte tildeles autoritet over kvinder på arbejdsstyrken og drager fordel af kvinders traditionelle omsorgsrolle. Privilegier kan klassificeres som enten positive eller negative, afhængigt af hvordan de påvirker resten af samfundet. Kvindevidenskabsforsker Peggy McIntosh skriver:
Vi kunne i det mindste starte med at skelne mellem positive fordele, som vi kan arbejde på at sprede, til det punkt, hvor de slet ikke er fordele, men blot en del af det normale civile og sociale struktur, og negative typer fordele, som, medmindre de afvises, altid vil forstærke vores nuværende hierarkier.
Nogle negative fordele, der følger med mandlige privilegier, omfatter sådanne ting som forventningen om, at en mand vil have en bedre chance end en sammenligneligt kvalificeret kvinde for at blive ansat til et job, såvel som at blive betalt mere end en kvinde for det samme job.

## Omfang
Udtrykket "mandligt privilegium" gælder ikke for en solitær forekomst af magtanvendelse, men beskriver snarere en af mange systemiske magtstrukturer, der er indbyrdes afhængige og indbyrdes forbundne gennem samfund og kulturer.
Privilegium deles ikke ligeligt af alle mænd. De, der bedst matcher en ideel maskulin norm, drager mest fordel af privilegier. I vestlige patriarkalske samfund er dette ideal blevet beskrevet som værende "hvid, heteroseksuel, stoisk, velhavende, stærk, hård, konkurrencedygtig og autonom". Forskere i mændsvidenskab omtaler denne ideelle maskuline norm som hegemonisk maskulinitet. Mens stort set alle mænd nyder godt af privilegier til en vis grad, kan de, der synligt adskiller sig fra normen, måske ikke drage fuld fordel i visse situationer, især i selskab med andre mænd, der matcher den mere.
Mænd, der især har oplevet mobning og vold i hjemmet blandt unge, accepterer muligvis ikke tanken om, at de nyder godt af privilegier. Sådanne former for tvangsvold er knyttet til ideen om giftig maskulinitet, en specifik model for mandskab, der skaber dominanshierarkier, hvor nogle favoriseres og andre skades.
Usynligheden af mandlige privilegier kan for eksempel ses i diskussioner om kønsbestemte lønforskelle i USA; forskellen omtales normalt ved at angive kvinders indkomst i procent af mænds. Men at bruge kvinders løn som udgangspunkt fremhæver det udbytte, som mænd modtager som større indtjening (32 % i 2005). Inden for handel har mandlig dominans i ejerskabet og kontrollen af finansiel kapital og andre former for rigdom frembragt uforholdsmæssig mandlig indflydelse over arbejderklassen og ansættelse og fyring af medarbejdere. Derudover pålægges kvinder i beskæftigelse en uforholdsmæssig stor byrde, når de forventes at være eneansvarlige for børnepasning; de kan være mere tilbøjelige til at blive fyret eller blive nægtet avancement i deres erhverv, hvilket sætter dem i en økonomisk ulempe i forhold til mænd.

## Forskning
De tidligste akademiske studier af privilegier dukkede op med feministiske forskeres arbejde inden for kvindestudier i løbet af 1970'erne. Sådan forskning begyndte med at undersøge barrierer for ligestilling mellem kønnene. I senere årtier begyndte forskere at fokusere på intersektionaliteten og den overlappende karakter af privilegier i forbindelse med køn, race, social klasse, seksuel orientering og andre former for social klassifikation.
Peggy McIntosh, en af de første feministiske forskere, der undersøgte mandlige privilegier, skrev om både mandlige privilegier og hvide privilegier, ved at bruge metaforen om den "usynlige rygsæk" til at beskrive et sæt fordele båret, ofte uvidende og ikke anerkendt, af medlemmer af privilegerede grupper. Ifølge McIntosh er privilegier ikke et resultat af en fælles indsats for at undertrykke dem af det modsatte køn; Men de iboende fordele, som mænd opnår ved den systemiske skævhed, sætter kvinder i en medfødt ulempe. Fordelene ved dette uudtalte privilegium kan beskrives som særlige foranstaltninger, værktøjer, relationer eller forskellige andre muligheder. Ifølge McIntosh kan dette privilegium faktisk påvirke mænds udvikling som mennesker negativt, og få stiller spørgsmålstegn ved, at den eksisterende struktur af fordele kan blive udfordret eller ændret.
Bestræbelser på at undersøge privilegiets rolle i studerendes liv er blevet en fast del af universitetsuddannelserne i Nordamerika. Ved at henlede opmærksomheden på tilstedeværelsen af privilegier (herunder mandlige, hvide og andre former) i elevernes liv, har undervisere søgt at fremme indsigt, der kan hjælpe elever med at bidrage til social retfærdighed. Sådanne bestræbelser omfatter McIntosh's "usynlige knapsack"-model af privilegier og "Male Privilege Checklist".

## Kulturelle reaktioner
Mange mænd har reageret på diskussioner om mandlige privilegier ved at sige, at de ikke føler, at de har fået nogen ufortjente fordele, såsom i deres kampe for at finde succes i beskæftigelse, uddannelse eller forhold. Fortalere for mænds rettigheder og fædres rettigheder såvel som anti-feministiske mænd accepterer ofte, at mænds traditionelle roller er skadelige for mænd, men benægter, at mænd som gruppe har institutionel magt og privilegier, og argumenterer for, at mænd nu er ofre i forhold til kvinder.
Nogle har taget aktive roller i at udfordre undertrykkende sexisme og kvindehad og hævder, at mandlige privilegier er dybt forbundet med undertrykkelse af kvinder. De beskriver mænds undertrykkende adfærd som kulturelle træk, lært inden for patriarkalske sociale systemer, snarere end medfødte biologiske træk. Fortalere inden for den bredere mandebevægelse orienteret mod profeminisme eller anti-sexisme hævder, at traditionelle kønsroller skader både mænd og kvinder. "Liberal" profeminisme har en tendens til at understrege, hvordan mænd lider af disse traditionelle roller, mens mere "radikal" profeminisme har en tendens til at understrege mandlige privilegier og seksuel ulighed. Nogle mænd kan også være fortalere for kvinders rettigheder, men benægter, at deres privilegium som helhed er en del af det aktuelle spørgsmål.

## Præference for sønner frem for døtre
I både Indien og Kina er mandlige afkom ofte privilegerede og begunstigede frem for kvindelige børn. Nogle manifestationer af søns præference og devaluering af kvinder eliminerer uønskede døtre gennem omsorgssvigt, mishandling, forladtelse samt kvindelig spædbarns- og fosterdrab på trods af love, der forbyder spædbarnsmord og køns-selektiv graviditetsafbrydelse. I Indien har nogle af disse praksisser bidraget til skæve kønsforhold til fordel for mandlige børn ved fødslen og i de første fem år. Andre eksempler på at privilegere mandligt afkom er særlige "bede for en søn"-ceremonier under graviditeten, flere ceremonier og festligheder efter fødslen af en dreng, opremsning og introduktion af sønner før døtre og almindelige lykønskninger, der forbinder held og velvære med antallet af sønner.
Grunde til at foretrække sønner frem for døtre omfatter sønners rolle i religiøse familieritualer, som døtre ikke må udføre, og troen på, at sønner er permanente medlemmer af fødselsfamilien, mens døtre tilhører deres mands familie efter ægteskab i overensstemmelse med patrilokal tradition . Andre årsager omfatter patrilineære skikke, hvorefter kun sønner kan videreføre efternavnet, forpligtelsen til at betale medgift til en datters mand eller dennes familie, og forventningen om, at sønner vil forsørge deres biologiske forældre økonomisk, mens det anses for uønsket eller skammeligt at modtage finansiel støtte fra døtre.

## Yderligere læsning
- "Thinking about one's gender group's privileges or disadvantages: consequences for well-being in women and men". British Journal of Social Psychology.
- Ferber, Marianne A.; Blau, Francine D. (2014). The economics of women, men, and work (7th udgave). Boston: Pearson. ISBN 9780132992817.
- Jacobs, Michael P. (1997). "Do gay men have a stake in male privilege?".  I Gluckman (red.). Homo economics: capitalism, community, and lesbian and gay life. New York: Routledge. s. 165-184. ISBN 9780415913799.
- "Men's responses to feminism at the turn of the century". Gender & Society.
- "'Supporting our black men': reproducing male privilege in a black student political organization". Sociological Spectrum.
- Kimmel, red. (2003). Privilege: A Reader. Boulder, Colorado: Westview Press. ISBN 978-0-8133-4056-2.
- "The limits of 'The Male Sex Role': an analysis of the men's liberation and men's rights movements' discourse". Gender & Society. Pdf.
- "Interrogating male privilege in the human services and social work education". Women in Welfare Education. Pdf. Arkiveret 23. maj 2022 hos  Wayback Machine
- "Unmasking male, heterosexual, and racial privileges: from naive complicity to critical awareness and praxis". Counterpoints.
- "Group dominance and the half-blindness of privilege". Journal of Social Issues.
- "The meaning and consequences of perceived discrimination in disadvantaged and privileged groups". European Review of Social Psychology.